# Liste de personnalités liées à Saint-Cloud

## Sont nés à Saint-Cloud
- Philippe d'Orléans (1674-1723), fils de Philippe Ier de France.
- Louis-Philippe d'Orléans (1747-1793), duc de Chartres, puis duc d'Orléans, connu sous le surnom de Philippe Égalité après 1792.
- Pierre-Luc-Charles Ciceri (1782-1868), peintre et décorateur de théâtre.
- Charles Henry de La Barre-Duparcq (1817-1885), inspecteur général des ponts et chaussées.
- Pierre-Henri Picq (1833-1911), architecte.
- Gaston de La Touche (1854-1913) peintre, décorateur, illustrateur et sculpteur.
- Marie Bonaparte (1882-1962), princesse d'Empire et écrivain, une pionnière de la psychanalyse en France.
- André Bakst (1907-1972), décorateur et scénographe français.
- Gilbert Norman (1914-1944), officier du service secret britannique SOE pendant la Seconde Guerre mondiale.
- Michel Loeb (1931-), peintre français.
- Jean-Claude Killy (1943-), skieur alpin français, triple champion olympique.
- Gérard Manset (1945-), auteur-compositeur-interprète, ainsi que peintre, photographe et romancier français.
- Hervé Guibert (1955-1991), écrivain français.
- Douchka Esposito (1963-), chanteuse et animatrice française.
- Jean-Yves Malmasson (1963-), compositeur et chef d'orchestre français.
- Fanny Reyre-Ménard (1964-), luthière française
- Alexandra Fusai (1973-), joueuse de tennis française.
- Ludivine Sagnier (1979-), actrice française.
- Ingmar Lazar (1993-), pianiste classique français.

## Sont morts à Saint-Cloud
- Henri III (1551-1589), roi de France, y est assassiné.
- Henriette d'Angleterre (1644-1670), épouse de Philippe Ier de France.
- Charles Gounod (1818-1893), compositeur français.
- Félix Despagnet (1854-1902), ophtalmologue français.
- Jacques Varennes (1894-1958) acteur.
- Robert Fonta (1922-1976), peintre, graveur et illustrateur français.
- Gabrielle Robinne (1886-1980), comédienne française.
- Lino Ventura (1919-1987), acteur italien et français.
- Bernard Blier (1916-1989), acteur français.
- Jean-Pierre Marielle (1932-2019), acteur français.
- Jean-Pierre Blanc (1942-2004), réalisateur français.
- Maurice Allais (1911-2010), économiste et prix Nobel.
- Jeannette Hubert (1926-2015), réalisatrice française.
- Michel Menu (1916-2015), résistant et figure du scoutisme catholique.
- Christophe Dominici (1972-2020), rugbyman français.
- Geneviève de Fontenay (1932-2023),  organisatrice de concours de beauté.

## Habitent ou ont habité Saint-Cloud
- Philippe Ier de France (1640-1701), (Monsieur) (frère de Louis XIV) vivait dans son château de Saint-Cloud à partir de 1658.
- Juan Mariano de Goyeneche y Gamio, comte de Guaqui et marquis de Villafuerte.
- Napoléon Bonaparte (1769-1821), fit du château de Saint-Cloud sa résidence favorite.
- Émile Verhaeren (1855-1916), poète belge.
- Alberto Santos-Dumont (1873-1932), pionnier de l'aviation.
- Maurice Ravel (1875-1937), compositeur français.
- Florent Schmitt (1870-1958), compositeur français.
- Edvard Munch (1863-1944), peintre expressionniste norvégien.
- René Renoux (1904-2000), décorateur de cinéma.
- Jean-Michel Charlier (1924-1989), scénariste de bandes dessinées belge.
- Jean-Marie Le Pen (1928-2025), homme politique français. Le siège du parti Front national (FN), le Paquebot s'y trouvait également, il a déménagé en 2008.
- Marcel Amont (1929), chanteur et acteur français.
- Lino Ventura (1919-1987), acteur y est mort.
- Nicole Courcel (1930-2016), actrice française de cinéma y est née.
- Geneviève de Fontenay (1932), ex-présidente du comité Miss France. Le siège du comité s'y trouve également.
- Annick Gendron, artiste peintre française.
- Jean-Michel Caradec (1946-1981), poète, musicien et chanteur français, habitait 9 avenue Foch et y avait installé son studio d'enregistrement et sa maison de production Madeline Songs.
- Gérard Holtz (1946), journaliste sportif français.
- Michel Platini (1955), ex-capitaine de l'équipe de France de football.
- Marine Le Pen, candidate à l'élection présidentielle de 2012 et présidente du Front national.
- Élodie Gossuin (1980), Miss France 2001, Miss Europe 2002 et actuelle conseillère régionale de Picardie.
- Sonia Rolland (1981), Miss France 2000.
- François Brigneau (1919-2012), écrivain et journaliste, un des fondateurs du Front National avec Jean-Marie Le Pen.
- Jean Dujardin (2016), acteur français.

## Autres
- Les archevêques de Paris, ducs de Saint-Cloud.
- Napoléon Bonaparte (1769-1821), y réalisa son coup d’État du 18 brumaire an VIII (9 novembre 1799).

## Sont enterrés à Saint-Cloud
De nombreuses personnalités sont enterrées au cimetière de Saint-Cloud, notamment :
- Maurice Allais (1911-2010) ;
- Edmond Blanc (1856-1920) ;
- René Alexandre (1885-1946) ;
- Maurice Bessy (1910-1993) ;
- Gérard Blain (1930-2000) ;
- Édmée Chandon (1885-1944) ;
- Gilbert Grandval (1904-1981) ;
- Fernand Gravey (1905-1970) ;
- Jean-René Huguenin (1936-1962) ;
- Dorothea Jordan (1761-1816) ;
- Vlado Perlemuter (1904-2002) ;
- Gabrielle Robinne (1886-1980), veuve de René Alexandre ;
- Andrée Servilange (1911-2001) ;
- Jean Toulout (1887-1962) ;
- Maurice Yvain (1891-1965).
- Jean-Michel Charlier (1924-1989).

## Pour approfondir